# اختاج
اختاج یک منطقهٔ مسکونی در ایران است که در دهستان علیشار واقع شده‌است. براساس سرشماری مرکز آمار ایران در سال ۱۳۹۵، اختاج ۱۹ نفر جمعیت دارد.